# 희귀한 지구 가설

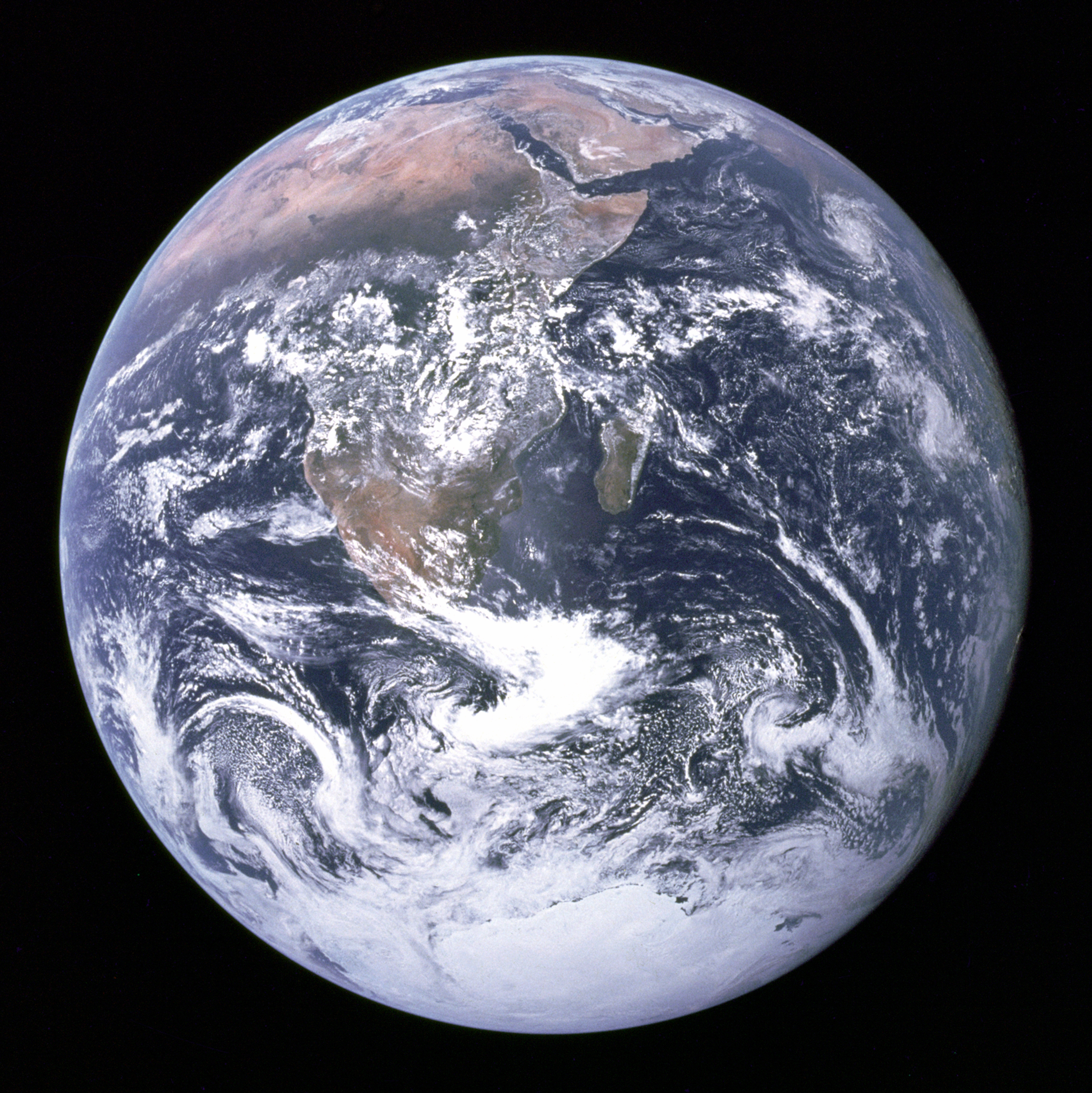
지구처럼 생명체가 사는 별은 희귀한가?

희귀한 지구 가설은 행성 천문학과 우주생물학 분야에서 등장한 개념으로, 지구상에 복잡한 후생 동물이 나타나기 위해서는 천체물리학 및 지질학적으로 거의 일어날 가능성이 없는 사건 및 정황들이 맞물려야 한다는 이론이다.

## 어원
‘희귀한 지구’라는 말은 고생물학자이자 지질학자인 피터 와드와 천문학자이자 우주생물학자 도널드 브라우니가 함께 집필한 책 제목 ‘희귀한 지구: 왜 복잡한 생명체는 우주에 드문가? (2000년도작)’에서 따 온 것이다.

## 반대 입장
희귀한 지구 가설은 칼 세이건, 프랭크 드레이크 등이 주장했던 평범성의 원리(코페르니쿠스의 법칙 이라고 도 한다)와는 정반대의 입장에 서 있다. 평범성의 원리에서는 지구는 평범한 막대 나선 은하 구석진 곳에 있는 평범한 행성계에 있는 평범한 암석 행성이라고 말한다. 따라서 이 원리에 따르면 우주는 지구와 같은 생명체를 품은 행성으로 가득 차 있어야 한다. 그러나 와드와 브라우니는 코페르니쿠스의 원리에 반발했다. 지구, 태양계 그리고 우리 은하 내 태양계의 위치처럼 생명체가 살기에 아늑한 곳은 전 우주를 통틀어도 매우 희귀하다는 것이 이들의 주장이다.

## 해답
복잡한 생명체가 흔하지 않다고 결론을 내린다면, 희귀한 지구 가설은 페르미 역설 “만약 외계 생명체들이 흔하다면, 그들이 왜 안 보이는 것이지?”에 대한 해답이 될 수 있다.

## 근거
희귀한 지구 가설에서는 복잡한 생명체가 태어나려면 여러 가지 조건이 필요하다고 말한다. 대표적인 조건들을 열거하면 다음과 같다.
- 은하 생명체 거주영역[3] 내에 어머니 항성[4] 이 있어야 한다.
- 어머니 항성과 행성계가 생명체 탄생에 적대적이지 않은 속성을 지녀야 한다.
- 행성이 항성 주위의 생명체 거주가능 영역 내에 있어야 한다.
- 행성의 크기가 적당해야 한다.
- 거대한 위성이 존재해야 한다.
- 자기장과 지각 운동, 암권, 대기권, 수권이 조화롭게 공존해야 한다.
- ‘진화 펌프’ 체계가 작동하기 위해서, 거대 빙하기나 극히 드문 소행성 충돌 사건이 발생해야 한다.
- 캄브리아기 때 동물 문이 폭발적으로 생겨난 것과 같은(이 사건은 아직도 풀리지 않은 수수께끼이다) 상황이 일어나야 한다.
- 지구인과의 의사 소통을 위해서는, 지성을 지닌 생명체가 출현해야 한다.

와드와 브라우니는 작은 암석 행성에서 복잡한 생명체가 탄생하는 데 필요한 여러 가지 변수들의 허용 범위는 매우 협소한 수준이 된다고 주장했다. 우주는 매우 넓기 때문에 지구와 비슷한 행성들이 다수 존재할 수 있다. 그러나 그런 행성들이 존재하더라도 이들은 수천 수만 광년 정도로 서로 떨어져 있을 가능성이 높다. 이 정도 거리는 각 행성에서 지성을 가진 종들이 출현하더라도, 서로 다른 외계 문명 사이의 의사 소통 가능성을 배제시킬 정도이며, 이는 페르미 역설에 해결의 단서를 제공한다.

### 은하 거주가능 영역
희귀한 지구 가설에서는 우리가 알고 있는 우주 대부분의 영역(우리 은하 내 대부분 지역 포함)이 복잡한 생명체가 태어나기에 적합하지 않은 곳이라고 가정한다. 와드와 브라우니는 이러한 장소를 ‘죽음의 지대’라고 언급했다. 복잡한 생명체가 탄생할 수 있는 장소는 은하 생명체 거주가능 영역이다. 이 장소는 은하핵으로부터의 거리에 대한 함수로 정의된다. 은하핵으로부터의 거리가 증가할수록 다음과 같은 현상들이 관측된다.
1. 항성의 중원소 함량이 감소한다. 중원소는 수소 및 헬륨보다 무거운 모든 원소들을 통틀어 부르는 천문학 용어로, 암석 행성이 생겨나려면 중원소가 필요하다.
2. 은하핵에 있는 블랙홀 및 근처에 있는 중성자별과 퀘이사에서 방출되는 엑스선과 감마선의 강도가 줄어든다. 이런 복사선들은 복잡한 생명체에게 치명적으로 알려져 있기 있다. 따라서 희귀한 지구 가설에서는 1. 탄생 후 얼마 지나지 않은 우주와 2. 현재 항성의 밀도가 높고 초신성 폭발이 흔한 지역은 복잡한 생명체가 탄생하는 데 적합하지 않은 환경이라고 설정하고 있다.[5]
3. 은하 외곽 지대는 중심부에 비하여 항성들의 밀도가 작다. 따라서, 외곽으로 나갈수록 가까운 곳에 있는 항성들 때문에 행성 및 미행성들의 궤도가 엉망이 될 확률이 줄어든다. 따라서 어떤 행성이 은하핵에서 멀리 떨어져 있을수록 파멸적인 충돌 사건을 겪을 확률은 줄어든다. 충분히 큰 충돌로 한 행성에 있는 모든 복잡한 생명체를 전멸시킬 수 있다.

1번에 의하면 은하계의 외곽 지대는 생명 탄생에 부적합하다. 2번과 3번에 의하면 은하 중심부에 가까운 지역, 구상 성단, 나선 은하의 나선팔 지대 역시 생명 탄생에 부적합하다. 은하 나선팔은 물리적인 천체는 아니지만 항성들이 자주 생겨나는 지대로 파도 형태로 은하를 천천히 관통하여 움직이고 있다. 생명체가 등장할 확률은 은하 중심부에서 바깥쪽으로 나가면서 점차 상승했다가, 최외곽 지대로 가면서 다시 떨어진다. 따라서 은하 생명체 거주가능 영역은 마치 도넛 모양처럼 보이게 되며, 생명체가 살 수 없는 중심부 및 외곽 지대 사이에 놓이게 된다.
행성계가 은하 내 생명체 거주가능 영역 내에 있더라도, 복잡한 생명체가 되기까지 진화할 시간을 벌 수 있는 여건도 마련되어야 한다. 따라서 은하 내를 공전하는 어머니 항성이 공전궤도를 따라 움직이면서 은하핵이나 나선팔과 같이 복사 에너지의 강도가 높은 곳을 피해 다녀야 생명체들이 오랫동안 살 가능성이 높아질 것이다. 만약 항성의 은하 내 공전궤도가 타원형이거나 찌그러져 있다면 항성은 일주 과정에서 나선팔을 통과할 것이다. 그러나 공전궤도가 원에 가깝고 공전 속도가 나선팔의 회전 속도와 같다면, 항성은 나선팔 영역으로 아예 들어가지 않거나, 최소한 점진적으로 접근할 것이다. 그러므로 희귀한 지구 이론의 옹호자들은 생명체를 거느리는 항성은 은하 중심부에 대해 거의 원에 가까운 궤도를 돌아야 한다고 주장한다. 나선팔 물결의 속도와 항성 공전 속도가 일치하는 구역은 은하핵을 기준으로 매우 좁은 범위의 영역에 불과하다. 이 영역을 ‘은하 생명체 거주가능 영역’이라고 부른다. 라인위버 연구진 은 은하 생명체 거주가능 영역의 폭이 7,000 ~ 9,000 파섹이며 여기 있는 별들은 우리 은하 전체 별의 10퍼센트에 불과하다고 밝혔다. 은하 내 별들 숫자에 대한 보수적인 기준을 적용하면, 영역 내 항성들의 숫자는 200억 ~ 400억 개 정도가 된다. 곤잘레스 연구진 은 이 수치를 다시 반으로 나누었는데, 은하 거주가능영역 내에 있는 별의 숫자는 은하 전체 별들의 5퍼센트라고 추산했다.
물론 은하 중심을 도는 태양의 궤도는 거의 완벽하게 원에 가까우며 1 공전주기는 2억 2600만년으로 은하의 1 자전주기와 거의 일치한다. 그러나 카렌 마스터스는 태양의 궤도가 1억 년마다 주(主) 나선팔을 통과한다고 계산했다. 반대로 희귀한 지구 가설에서는 태양은 탄생 이후 나선팔을 통과한 적이 없다고 가정하고 있다.

### 적합한 속성을 지닌 어머니 항성
외계생물학자들은 생명체가 있는 행성 환경이 조성되려면 어머니 항성이 적당한 크기여야 한다는 데 입을 모으고 있다. 질량이 큰 별들은 자외선을 매우 많이 방출하기 때문에 지하에 서식하는 미생물을 제외하고는 생명체를 살 수 없게 만든다. 또한 무거운 별들은 수 억 년은 고사하고 수백만 년밖에 살지 못하며, 초신성 폭발로 죽음을 맞는다. 초신성 잔해는 중성자별이나 블랙 홀로 바뀌며 높은 에너지의 엑스선과 감마선을 뿜는다. 따라서 이처럼 크고 뜨거운 별 주위를 도는 행성들은 복잡한 생명체가 탄생하는 데 필요한 시간을 벌 수 없다.
지구의 예를 볼 때 복잡한 생명체의 생존에는 액체 상태 물이 필수적이며 따라서 행성은 항성에서 적당한 위치에 놓여 있어야 한다. 이는 생명체 거주가능 영역 또는 골디락스 원리의 핵심 개념이다. 생물권은 중심의 항성 둘레를 고리 모양으로 두른다. 만약 어떤 행성이 항성에 너무 가까이 있거나 또는 멀리 떨어진다면, 표면 온도가 액체 물이 존재하기에 적합하지 않게 된다.(그러나 ‘표면’을 고집하지 않는다면 영역의 범위는 늘어나는데, 예를 들면 지하에 물이 있는 유로파 및 엔셀라두스나, 지하에 물이 있을 가능성이 있는 세레스를 들 수 있다) 카스팅 연구진(1993)은 태양의 생물권 범위가 안쪽 0.95에서 바깥쪽 1.15 천문단위 사이라고 주장했다.
생물권의 범위는 어머니 항성의 분광형과 나이에 따라 달라진다. 주계열성의 생물권은 항성이 백색 왜성(이 단계에 이르면 생물권은 사라진다)이 되기 전까지 매우 천천히 항성으로부터 멀어진다. 생물권은 이산화 탄소(CO2)에 의해 발생하는 온실 효과와 밀접한 관련이 있다. 지구 대기 이산화 탄소가 불과 387 ppm만 상승해도, 이 정도 미량으로도 지구 표면 온도는 현재 수준에서 섭씨 40도 정도까지 올라가게 된다.
어머니 항성은 너무 뜨거운 별이어서는 안된다. 희귀한 지구 이론에서는 시리우스나 베가와 같이 뜨거운 별들의 생물권 폭은 넓지만 이들 주변에서 생명체가 탄생하기는 어렵다고 본다. 이유는 두 가지가 있다.
1. 암석 행성들이 어머니 항성에서 가까운 곳에서 생겨난다는 점을 고려하면(희귀한 지구가 집필될 당시의 관념이다), 이들 뜨거운 별 주변의 암석 행성들은 생물권보다 항성에 가까운 곳에 있을 것이다.(물론 이 경우 보다 먼 곳에 있는 가스 행성 주위에 있는 큰 위성에 생명체가 태어날 가능성은 있다) 뜨거운 별들은 태양보다 훨씬 많은 자외선을 방출하며 이는 행성의 대기를 이온화시키게 된다.
2. 뜨거운 별들은 수명이 짧아서 1억 년 이내로 적색 거성이 된다. 이는 어떤 생명체가 발생하여 고등 생명체로 진화하기에는 너무 짧은 시간이다.

상기 이유로 분광형 F6에서 O형(항성 분류 문서를 참고하십시오)까지의 질량이 크고 강력한 에너지를 뿜는 별들은 고려 대상에서 제외된다.
반대로 어머니 항성은 너무 작고 어두워서도 안된다. 적색 왜성처럼 차갑고 작은 별들의 생물권 영역은 작고 좁으며, 항성에서 매우 가까운 곳에 형성된다. 이 경우 생물권 내에 행성이 존재하더라도, 항성의 조석력 때문에 행성의 한 쪽 면이 영원히 항성만을 바라보게 된다. 이는 한 쪽은 영원한 낮이, 다른 쪽은 영원한 밤이 계속됨을 뜻한다. 낮의 반구는 극도로 가열되며 반대는 매우 차가워질 것이다. 항성에서 가까운 생물권 내에 있는 행성은 멀리 있는 행성보다 항성 플레어의 영향을 더 강하게 받는다(오릴리아와 블루 문 문서를 참고하십시오). 플레어는 행성의 대기를 이온화시켜서 복잡한 생명체가 생겨날 가능성을 낮출 것이다. 희귀한 지구 가설 신봉자들은 위의 이유 때문에 적색 왜성계에서는 생명체 탄생 가능성이 배제된다고 주장한다.(그러나 일부 외계생물학자들은 적합한 환경이 조성되면 생명체가 살 수 있다고 주장하기도 한다) 이 가설은 희귀한 지구 이론에서 중요한 의미가 있는데, 그 이유는 K 및 M 분광형과 같이 어두운 별들은 우주 별들의 약 90퍼센트를 차지하기 때문이다.
희귀한 지구 가설에 따르면 생명체가 살기에 적합한 최소 기준을 만족시키는 어머니 항성 분광형 범위는 F7에서 K1이다. 이 범위 별들의 수효는 많지 않다. 태양과 같은 G형 항성들(차가운 F형과 뜨거운 K형 사이 분광형)의 숫자는 은하계 별들 중 5퍼센트에 불과하다.

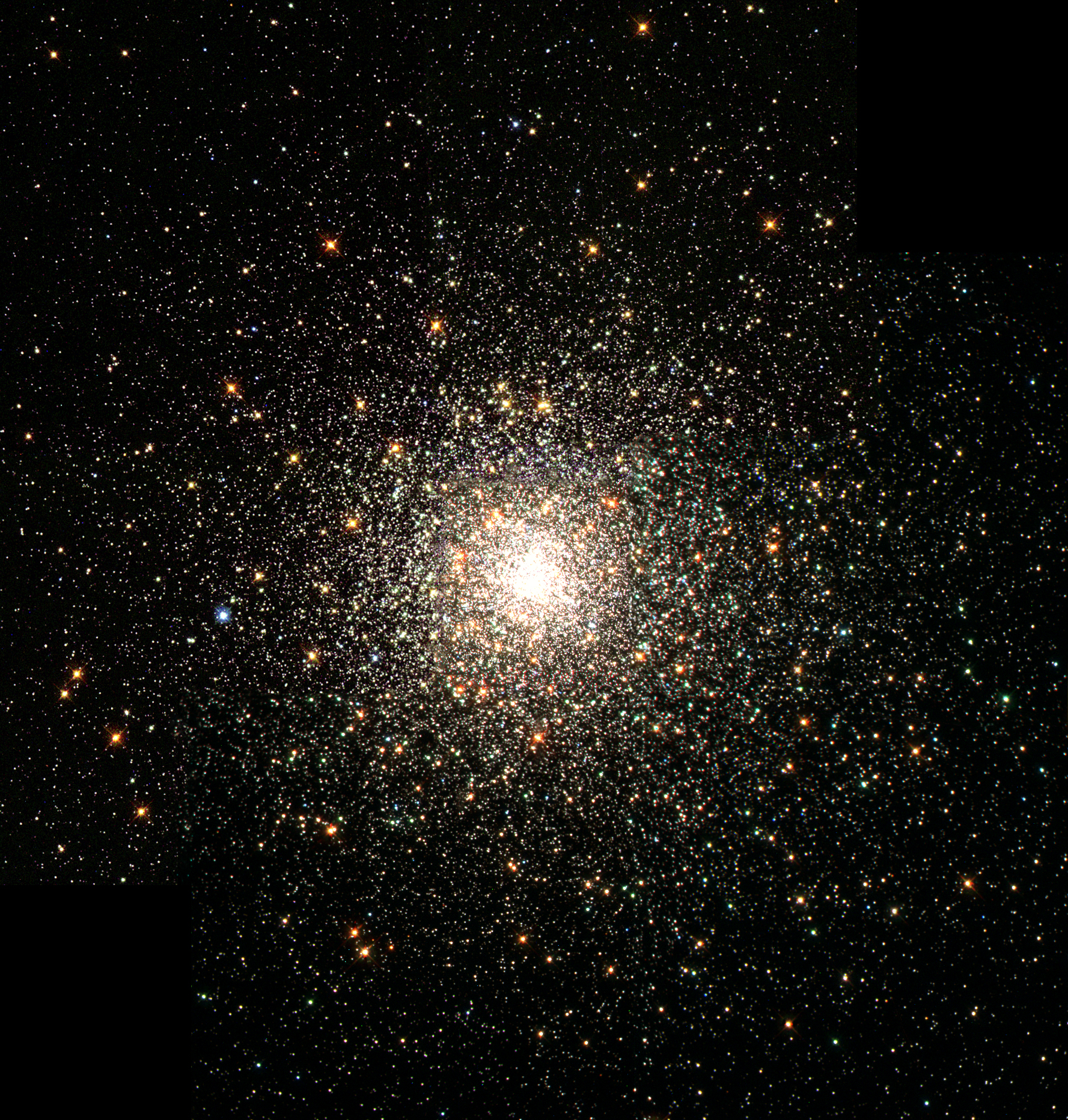
구상 성단은 생명체를 품기에 적합하지 않은 환경으로 보인다.

적색 거성이나 백색 왜성처럼 항성진화 끝에 이른 별들 역시 생명체를 품을 수 없을 것으로 보인다. 적색 거성은 구상 성단이나 타원 은하에 많이 있다. 백색 왜성은 적색 거성 단계를 거친 별이 죽어가는 단계이다. 적색 거성의 지름은 주계열성이던 시절에 비해 막대하게 커진다. 만약 어떤 행성이 어머니 항성이 젊거나 장년기 시절에 생물권 내에 있었다면, 항성이 적색 거성으로 될 경우 불에 달궈져 버릴 것이다(그러나 이론적으로 보다 먼 곳에 있는 행성에서 생명체가 살 환경이 조성될 수도 있다).
생명체 존재를 위해서는 항성이 일생동안 뿜는 에너지의 변화량이 매우 작아야 한다. 이런 점에서 세페이드 변광성과 같이 밝기가 변덕스러운 천체 주변에서는 생명체가 탄생하기 힘들어 보인다. 만약 어머니 항성의 복사 에너지 총량이 갑자기 줄어들면(비록 그 기간이 매우 짧다고 하더라도) 행성 표면의 물은 얼 것이다. 반대로 항성의 에너지 총량이 갑자기 증가하면 바다는 증발하여 온실 효과를 일으킬 것이며, 다시 재생되지 않는다.
복잡한 화학적 조성 없이 생명체가 탄생할 방법은 아직 밝혀지지 않았으며 이러한 복잡한 화학적 조성은 중원소들을 필요로 한다(이는 수소, 헬륨, 리튬보다 무거운 모든 원소들을 일컫는 말이다). 이는 행성계에 중원소가 풍부해야 생명체가 탄생할 수 있음을 뜻한다. 중원소를 만들고 분산시키는, 밝혀진 유일한 기구는 초신성 폭발이다. 항성에 있는 중원소 존재는 스펙트럼 상 흡수선을 통해 밝혀졌으며, 항성 스펙트럼을 연구하여 많은 숫자 혹은 대부분의 별들에 중원소가 부족함이 드러났다. 낮은 중원소량은 탄생 초기 우주, 구상 성단, 우주 생성 초기에 생겨난 별들, 거대 나선팔에서 생겨난 별들을 뺀 대부분 은하에 있는 별들, 모든 은하의 외곽 지대에 있는 별들의 특징이다. 그러므로 생명체를 품을 수 있는 중원소 함량 높은 어머니 항성들은 거대 나선 은하 변두리(또 다른 이유 - 이름하여 높은 에너지 복사에서 자유로운 - 로 인해 복잡한 생명체가 살기에 안락한 곳)에 대부분 존재하는 것으로 받아들여지고 있다.
만약 어떤 별이 중원소가 부족하면 그 별이 거느리고 있는 행성계에도 중원소가 부족하게 된다. 지구와 같은 암석 행성이 있으려면 중원소가 풍부한 성운이 압축되어 별로 태어나야 한다. 중원소가 모자라는 성운에는 암석 행성을 만들 물질들이 부족하기 때문에 오직 가스 행성만이 태어날 것이다.

### 행성계
항성이 태어나는 가스 성운에서 목성이나 토성과 같은 가스 행성들도 함께 태어날 수 있다. 그러나 가스 행성에는 복잡한 생명체의 생존에 필요하다고 생각되는, 딱딱한 표면이 없다.(그러나 이들의 위성은 고체 표면을 지니고 있을 수 있다) 그러므로 복잡한 생명을 낳을 수 있는 행성계는 항성에서 가까운 지대에는 암석 행성이, 먼 곳에는 가스 행성들이 배치되어, 태양계와 비슷한 모습을 하고 있어야 한다.

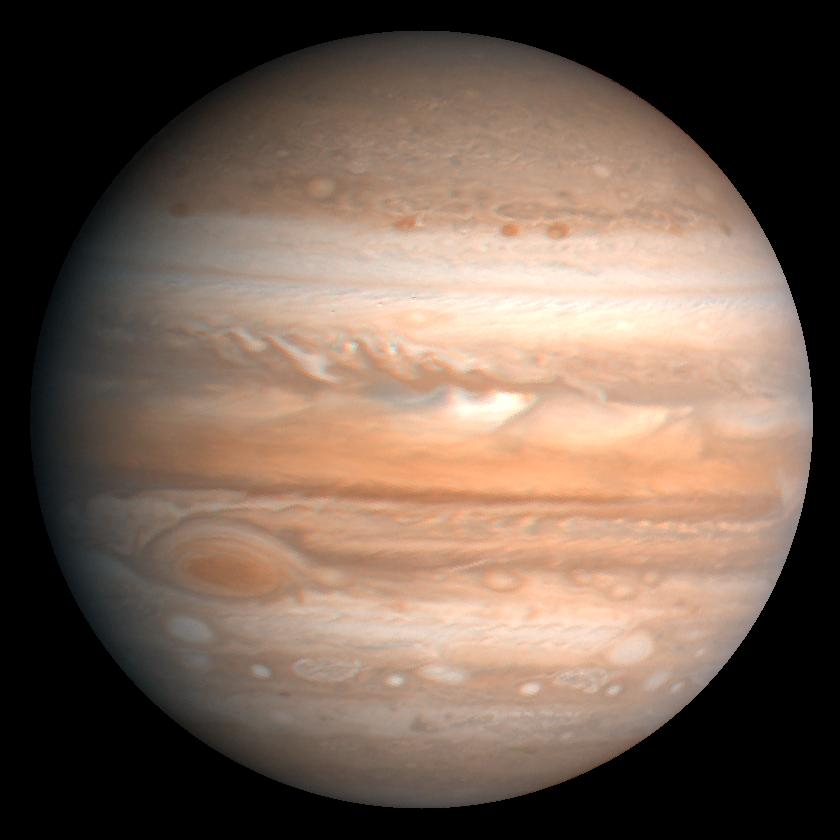
가스 행성은 생명체가 사는 행성에 부딪힐 가능성이 있는 소행성들을 중력으로 비켜가게 함으로써 생명체의 생존을 돕는 것으로 생각된다. 그러나 뜨거운 목성들은 어머니 항성 근처에서 생겨나는 지구형 행성들에 부정적 영향을 미치는 것으로 보인다.

가스 행성은 중력이 크기 때문에 행성이 생겨나고 남은 잔해를 카이퍼 대나 오르트 구름 지대로 날려보낸다. 가스 행성은 소행성들의 폭격으로부터 내행성들을 보호한 것으로 생각되어 왔다. 그러나 최근 컴퓨터 시뮬레이션에 의하면 당시 상황은 가설보다 훨씬 더 복잡했던 것으로 추측된다. 가스 행성은 내행성을 소행성들로부터 보호했지만, 동시에 내행성에 소행성을 빈번하게 부딪히게 한 원인 제공자이기도 했다. 목성은 지구를 소행성으로부터 보호하기도 했지만, 동시에 지구에 소행성이 자주 충돌하게 만들었다. 만약 목성 질량이 토성 수준이었다면 지구는 더 자주 소행성 폭격에 시달렸을 것이다.
가스 행성은 생명체가 자라나는 천체에서 일정량 떨어져 있어야 한다(그 천체가 자신의 위성일지라도). 가스 행성이 너무 가까울 경우 생명체가 자라는 행성의 궤도는 엉망이 되며, 즉각적으로 또는 서서히 생물권 지대에서 이탈해 버린다.
뉴턴 동역학은 혼란스러운 행성 궤도를 설명할 수 있는데, 특히 이심률이 큰 궤도를 도는 가스 행성들이 있는 행성계의 경우 그러하다.
궤도가 안정적이어야 한다는 조건에 의하면, 최근 발견되고 있는, 뜨거운 목성처럼 항성에서 가까운 궤도를 도는 가스 행성들로 구성되는 외계 행성계는 생명체의 요람 후보에서 제외된다. 원래 이들 가스 행성들은 지금보다 더 먼 곳에서 생겨났지만 현재의 궤도로 이동한 것으로 보인다. 항성으로 이동하는 과정에서, 이들은 생물권에 있었던 암석 행성들의 궤도를 파국적으로 망가뜨려 놓았을 것이다.
복잡한 생명체가 있는 행성계는 적어도 거대한 가스 외행성이 한 개 이상은 있어야 한다. 그러나 가스 행성들이 너무 많을 경우 행성들의 궤도는 불안정하게 되기 쉬우며, 암석 내행성들은 어머니 항성에 흡수되어 버리거나 혹은 성간 공간으로 내팽개쳐져 버린다.

### 행성의 크기
행성의 덩치가 너무 작으면 대기를 충분히 붙잡아 둘 수 없다. 대기량이 적으면 표면 온도는 변덕스럽게 변하며 평균 온도는 떨어진다. 이 경우 바다가 오랜 시간 동안 안정되게 존재하기는 힘들어진다. 질량이 작은 행성은 또한 빨리 식고, 보다 큰 행성들에 비해 지각 운동이 빨리 종료되거나 또는 아예 일어나지 않는다.
애리조나 대학 마이클 메이어와 같은 천문학자들은 지구처럼 작은 암석행성들이 흔할 수 있다고 말한다.
관측 결과 20 ~ 60 퍼센트의 태양 비슷한 별들 주위에서, 우리가 생각했던 과정(지구를 만들었던)과는 다른 방식으로 암석 행성들이 생겨나고 있다는 증거가 발견되었다.  이는 매우 흥미로운 사실이다.— 마이클 메이어, 

 메이어 연구팀은 생겨난 지 얼마 되지 않은 태양형 항성들 주변에 있는 우주 먼지를 발견했고, 이것을 암석 행성들이 생겨나는 과정에 있는 부산물로 보았다.

### 거대한 위성
태양계에 있는 암석 행성들은 수성이나 금성처럼 위성이 없거나, 혹은 있어도 화성처럼 작은 천체(소행성이 화성의 중력에 붙잡힌 것으로 보인다)만을 거느리고 있다. 그러나 지구의 달은 특이하다. 지구의 질량에 대한 달의 질량의 비율은 위성이 갖는 값으로서는 매우 높으므로, 달과 지구를 이중 행성계로 보는 과학자들도 있다.
거대충돌 가설은 원시 지구와 테이아로 불리는 화성 질량 천체가 부딪혀서 달이 생겼다는 이론이다. 이 충돌로 지구의 자전축이 기울어졌고 자전 속도가 빨라졌다. 자전이 빨라지면서 일교차가 줄었으며 광합성이 가능해졌다. 희귀한 지구 가설은 생명체 존재를 위해서는 자전축의 기울기가 너무 작거나 너무 커서도 안 된다고 주장한다. 기울기가 큰 행성은 계절의 변화를 극심하게 받기 때문에 복잡한 생명체에게 불리하다. 혹은 기울기가 작거나 없는 행성은 계절의 변화가 없어서 진화에 필요한 자극이 발생하지 않게 된다. 이 관점에서 볼 때 지구의 자전축 기울기는 매우 적당하다. 거대한 위성은 어머니 행성에 대해 자이로스코프의 역할을 하여 행성 기울기를 안정되게 유지시킨다. 큰 질량의 위성이 없다면 행성의 자전축은 혼돈 상태가 되며, 생명체가 성장하기 어려워질 것이다.
만약 지구에 달이 없었다면 바다 조수는 태양의 중력에 의해서만 발생했을 것이며 간만의 차도 달까지 있을 때보다 더 작을 것이다. 거대한 위성은 미생물 발생에 필요하다고 생각되는 조수 웅덩이를 만드는 요인이 되었을 가능성이 있다.
거대한 위성은 행성 지각에 조석력을 가하여 판 운동을 발생하게 할 가능성을 높인다. 달을 만들었던 충격으로 지각 운동이 시작되었을 것이다. 충돌이 없었다면 지구 전체는 대륙 지각으로 덮여 있었을 것이며 해양 지각은 생겨나지 않았을 것이다. 판 운동에 필요한 맨틀 대류는 지각적 불균일성이 없었다면 일어나지 않았을 가능성이 있다. 그러나 과거 화성에는 충돌 사건 없이도 판 이동이 있었다.
만약 거대 충돌만이 내행성이 거대한 위성을 거느릴 수 있는 방법이라면, 생물권 내에 있는 행성이 달과 같은 거대 위성을 거느리려면 충돌 천체 크기가 충분히 커야 하므로 이중 행성 형태로 존재할 필요가 있다. 거대한 충돌 천체의 존재가 전혀 비현실적인 것은 아니다. 프린스턴 대학교 에드워드 벨브루노와 리처드 고트는 최근 연구를 통해 충돌 천체는 행성의 라그랑주점 L4 또는 L5에 자리잡고 있으면 됨을 알아냈다.

### 판 운동
한 행성은 화학적 조성이 갖추어져 있어야 판 이동 운동이 일어난다. 여기에 필요한 열이 오랫동안 공급되는 데 필요한 유일한 에너지원은 지구 깊은 곳에서 발생하는 방사성 감쇠 현상이다. 대륙은 밀도가 큰 현무암 위에 떠 있는 화강암 형태로 이루어져야 한다. 테일러는 섭입대가 생기려면 바닷물이 윤활유 역할을 하는 것이 필수적이라고 강조했다. 지구에서 이런 작용이 일어나는 곳은 바다 밑밖에 없다.

### 대기 조성
캄브리아기 대폭발 기간 동안 대륙 이동의 빈도가 비정상적으로 높았다는 증거가 많이 있다. 실제로 대륙들은 극지방에서 적도까지 또는 그 반대 방향으로 약 1500만 년의 기간만에 이동했다. 커시빙크 연구진 은 논란거리가 되는 설명을 다음과 같이 피력했다. 자전축에 대해 대륙지각 지량이 불균등하게 쏠리면서 지구 자전축 각도 변화량이 90도에 이르렀다는 것이다. 이로 인해 매우 짧은 시간 동안 날씨가 급격하게 변화했고 바다가 순환하기 시작했다는 것이다. 연구진은 이 사건의 이름을 관성 교환 사건(inertial interchange event)으로 붙였다. 이 시나리오는 아직 과학계에서 받아들이지 않고 있지만 만약 이런 사건이 일어났다면 이는 재현되기 힘든 희귀한 사건이라 할 수 있고, 이런 사건이 생명체가 인간 정도의 고도화된 존재가 등장하는 데 필요한 과정이라면, 우리는 우주에 복잡한 생명체가 왜 흔치 않은지에 대한 또 다른 해답을 얻은 셈이 된다.

## 희귀한 지구 방정식
이하 설명할 논의는 크래머의 저작에서 인용한 것이다. 희귀한 지구 방정식은 와드와 브라우니가 드레이크 방정식에 나름대로의 견해를 첨가한 것이다. 이 방정식은 {\displaystyle N}의 값(우리 은하 내 복잡한 생명체를 지닌, 지구와 비슷한 행성들의 숫자)을 구하기 위한 것이다. 자세한 것은 아래와 같다.
{\displaystyle N=N^{*}\cdot n_{e}\cdot f_{g}\cdot f_{p}\cdot f_{pm}\cdot f_{i}\cdot f_{c}\cdot f_{l}\cdot f_{m}\cdot f_{j}\cdot f_{me}}.
여기서 각 항에 대한 설명은 아래와 같다.
- N*은 은하에 있는 별들의 숫자이다. 이 숫자는 정확히 파악되지는 않았는데 그 이유는 은하의 질량이 정확히 알려져 있지 않기 때문이다. 게다가 우리는 아직 질량이 매우 작은 별들에 대한 충분한 정보를 갖고 있지 않다. 현재 추정하는 N*은 최소한 1천억 개이며, 만약 질량이 작은 별들이 많이 존재함이 밝혀진다면 5천억 개까지 늘어날 수도 있다.
- {\displaystyle n_{e}}는 한 항성계 내 생물권에 존재하는 행성의 평균 숫자이다. 여기서 말하는 생물권은 보통 좁은데, 그 이유는 복잡한 생명체가 안정적으로 탄생할 수 있으려면 액체 물이 표면에 항상 존재해야 하며, 이 온도가 안정되게 유지되는 생물권 범위는 자연스럽게 좁혀질 수밖에 없기 때문이다. 따라서 {\displaystyle n_{e}}가 지닐 수 있는 값의 상한선은 1로 보고 있다.

여기서 {\displaystyle N^{*}\cdot n_{e}=5\cdot 10^{11}}이라는 예측값을 얻을 수 있다. 희귀한 지구 가설이 주장하는 바에 의하면 아래 기술된 다른 9개 방정식 항목들 값은 커봤자 10−10 수준이며, 보통 10−12 정도가 실제 값이라고 한다. 후자의 경우 {\displaystyle N}의 값은 0과 1 사이가 된다. 와드와 브라우니는 {\displaystyle N}을 실제로 구하지는 않았는데, 그 이유는 아래 있는 항목들의 값들 중 상당수는 현 시점에서는 정확한 수치를 구할 수 없으며 예측에만 의존해야 하기 때문이다. 우리가 알고 있는 사례는 오직 하나, 지구(거대한 막대 나선 은하 내 조용한 외곽에 자리잡고 있는 G2 분광형 항성에 속한 암석 행성으로, 우리 스스로 일컫는 ‘지능 있는 생명체’가 존재하는 유일한 곳)밖에 없기 때문에 방정식의 항목들을 간단하게 구하기란 불가능하다.
- {\displaystyle f_{g}}는 은하 생명체 거주가능 영역 내 존재하는 항성들의 비율이다(와드, 브라우니, 곤잘레스는 이 비율을 0.1로 잡았다[8]).
- {\displaystyle f_{p}}는 우리 은하 내에 있는 별들 중 행성을 거느리고 있는 항성의 비율이다.
- {\displaystyle f_{pm}}는 가스가 아니라 딱딱한 물질로 이루어진 행성들의 비율이다.
- {\displaystyle f_{i}}는 미생물 수준의 생명체가 발생한 행성의 비율이다. 와드와 브라우니는 이 비율이 제법 큰 값일 것으로 예측했다.
- {\displaystyle f_{c}}는 복잡한 생명체가 등장한 행성의 비율이다. 미생물 수준 생명체가 지구에 처음 모습을 드러낸 이래 약 80퍼센트의 기간 동안 지구에는 오직 박테리아 수준의 생명체밖에는 없었다. 따라서 와드와 브라우니는 이 항의 값이 매우 작을 것이라고 예측했다.
- {\displaystyle f_{l}}는 행성의 전체 수명 중 후생 동물이 살아갈 수 있는 기간이 차지하는 비율이다. 복잡한 생명체는 영원히 살 수 없는데, 그 이유는 어머니 항성이 뿜는 에너지의 양은 항성이 진화하면서 서서히 증가하는데, 항성이 주계열을 이탈하여 적색 거성이 될 경우 생물권에 있던 모든 행성들을 잡아먹을 것이기 때문이다. 또한 시간이 충분하게 주어질 경우 모든 복잡한 생명체가 파멸적인 멸종을 맞게 될 가능성도 충분하다.
- {\displaystyle f_{m}}는 거대한 위성을 지니고 있는, 생물권 내에 존재하는 행성의 숫자이다. 만약 거대충돌 가설이 옳다면 이 값은 매우 작을 것이다.
- {\displaystyle f_{j}}는 질량이 큰 가스 행성이 있는 행성계의 비율이다. 이 값은 클 확률이 높다.
- {\displaystyle f_{me}}는 멸종 사건을 겪지 않은 행성의 비율이다. 와드와 브라우니는 어떤 외계 행성이 지구처럼 오랜 기간 동안(캄브리아기부터 지금까지) 생명체 절멸 사건을 겪을 확률은 적지 않다고 밝혔다.

희귀한 지구 가설은 드레이크 방정식과는 달리 복잡한 생명체가 기술력을 발전시킬 수 있을 정도의 지성체로 진화할 확률을 고려하지 않고 있다.(와드와 브라우니는 진화생물학자들이 아님을 상기할 것.) 배로우와 티플러는 진화생물학자들 사이에 캄브리아기 초기 척색동물(예: 피카이아)로부터 호모 사피엔스까지 진화 경로가 이어질 확률이 매우 낮다는 공감대가 있다고 밝혔다. 예로써 인간의 큰 두뇌는 적응적 약점을 지니고 있으며, 사람의 신진 대사량은 과도하고, 임신 기간은 길며, 전체 수명 중 미성숙 단계로 보내는 시간이 25퍼센트에 이른다는 점 등을 근거로 들 수 있다. 또 다른 인간에 대한 있을 성 싶지 않은 특징들은 다음과 같다.
- 인간은 새를 제외하고 유일하게 두 발로 걷는 척추동물이다. 인간은 눈과 손을 특수하게 이용하여 주변 환경을 자신의 생존에 알맞게 변형시킬 수 있다.
- 인간의 발성 기관은 다른 어떤 포유류보다도 정교하며 따라서 말을 할 수 있다. 언어를 사용함으로써 인간은 같은 종끼리 협력할 수 있고, 지식을 나눌 수 있으며 문화를 창조할 수 있었다.
- 추상적 개념을 정립할 줄 아는 인간의 능력으로 말미암아 수학이 탄생했고 과학과 기술도 등장하게 되었다. 얼마 되지 않는 기간 동안 인류는 기술과 과학 문명을 급속도로 발전시켰다.

## 지지
희귀한 지구 가설을 지지하는 저작들을 쉬운 순서대로 나열하면 다음과 같다.
- 스튜어트 로스 테일러(Stuart Ross Taylor)[33]는 태양계 전문가로 희귀한 지구가설을 확신하고 있지만, 태양계와 그 형성에 대한 간략한 소개를 목적으로 하는 이 책의 주요 주제가 희귀한 지구가설을 뒤바침하는 것에 있지는 않다. 저자는 태양계가, 무수한 우연적인 요소와 사건들의 결과로 생긴, 매우 특별한 것이리라고 결론짓고 있다.
- 스테판 웹(Stephen Webb)[2] 은 물리학자로, 이 책은 페르미 역설을 설명할 수 있는 후보들을 소개하고 이들을 기각하는 데에 많은 부분을 할애하고 있다. 희귀한 지구 가설은 남아있는 드문 후보로 책의 마지막에 등장한다.
- 시몬 콘웨이 모리스(Simon Conway Morris])[34]는 고생물학자로 진화는 수렴성을 가진다고 주장한다. 책의 제 5장에서 희귀한 지구가설을 설명하면서 그 가능성을 열어둔다. 모리스는 지구가 은하계에서 생명을 가진 유일한 행성일 수 있다는 생각에 동의하지만, 또한 고등생명체가 지성을 가지는 방향으로 진화하는 것 역시 충분히 가능하다고 생각한다는 점에서 다음 참고문헌의 제3장 2절에 나온 에른스트 메이어(Ernst Mayr)의 견해와는 상반된다.
- 존 바로우(John D. Barrow)와 프랭크 티플러(Frank J. Tipler) (1986. 3.2, 8.7, 9)는 우주론자들이다. 이 책에서 저자들은 인류가 최소한 은하계 또는 아마도 우주 전체에서 유일한 지적생명체일 것 같다는 가설을 적극적으로 주장한다. 그러나 이 가설이 책의 중심 생각인 것은 아니다. 이 책은 인류원리를 심도있게 다루고 있으며, 자연계의 복잡성이 나타나도록 하는 물리 법칙들이 얼마나 특별히 적합한지에 대하여 설명하고 있다.
- 레이 커츠와일(Ray Kurzweil)은 미래학자이자 인공지능론자(Singularitarian)이다. 그의 책 《특이점이 멀지않다》(The singularity is Near)에서 그는 곧 도래할 기술적특이점은 지구가 지각능력이있는 기술을 사용하는 생명이 진화해 나온 첫 번째 행성이라는 것을 의미한다고 주장한다. 지구와 비슷한 다른 행성이 있다 하더라도, 지구는 가장 진화되어있어야만 하는데, 그렇지 않다면 다른 문명이 이미 기술적특이점을 경험했고, 물리적 우주 전체의 계산능력을 이용하도록 팽창했다는 증거를 봤었어야했기 때문이다.

## 비판
희귀한 지구가설은 여러 형태의 비판을 받고 있기도 하다.

### 외계 행성의 평범성
800개 이상의 외계 행성이 2012년 하반까지 알려졌고, 계속하여 새로 발견되고 있다. 카네기 인스티튜트의 앨런 보스 박사는 은하계 안에만 1000억 개의 외계행성이 있다고 추정한다. 보스 박사는 그들 중 많은 수는 간단한 생명의 형태를 가지고 있을 것이지만, 수 천개 정도의 문명이 은하계 안에 있을 수 있다고 생각한다. 보스 박사의 추정에 따르면 평균적으로 태양과 비슷한 항성에는 1개 정도의 지구와 비슷한 행성이 있다고 추정한다.
에딘버러 대학의 최근 연구는 지구 외에 존재할 수 있는 지성을 가진 문명의 개수를 정량화하는 시도를 하였다. 연구에 따르면 수 천개 정도의 문명이 있을 수 있다고 한다.

### 진화 생물학
희귀한 지구 가설의 중심적인 논거는 진화 생물학의 다음과 같은 주장에 근거하고 있다. 미생물은 우주에 흔하게 존재할 지 몰라도 복잡한 생명은 그렇지 않아 보인다는 것이다. 하지만 지금까지 이러한 주장을 한 진화생물학자는 시몬 콘웨이 모리슨(2003) 밖에 없다. 그 가설에 따르면 복잡한 생명체는 지구와 비슷한 행성의 표면이나 적당한 위성에서만 진화할 수 있기 때문에 꽤나 드물게 된다. 생물학자들 중에는 잭 코헨(Jack cohen)같이 이러한 주장이 지나치게 제한적이며, 상상력이 결여되어 있다고 생각하는 사람도 있다. 이들에 따르면, 희귀한 지구 가설은 일종의 순환논증이다. 지구와 비슷한 행성은 매우 드물지도 모른다. 하지만 다른 환경에서는 복잡한 비탄소생명체가 발현할 가능성도 충분하다. 데이비드 달링(David Darling)는 희귀한 지구가설은 가설도 추론도 될 수 없으며, 단지 지구에서 어떻게 생명이 탄생했는가에 대한 설명에 불과하다고 평가했다. 그에 따르면 와드와 브라우니는 그들의 사례에 맞는 요소만을 취사한 것 외에는 아무것도 하지 않은 셈이다.
중요한 것은 지구에 뭔가 특별한 것이 있느냐 없느냐 하는 것이 아니다. 우주의 모든 행성마다 고유한 특수성이 있을 것이다. 중요한 것은 지구의 환경이 복잡한 생명을 키워내기에 특별할 뿐 만 아니라 필수적인가 그렇지 않은가 하는 것이다. 지금까지 우리는 그렇다는 증거를 보지 못했다.

## 같이 보기
- 드레이크 방정식
- 외계 행성
- 생명체 거주 가능 영역

## 참고 문헌
- John D. Barrow, Frank J. Tipler, 1986. The Anthropic Cosmological Principle. Oxford Univ. Press.
- Milan M. Cirkovic, Robert J. Bradbury, 2006, "Galactic Gradients, Postbiological Evolution, and the Apparent Failure of SETI," New Astronomy, vol. 11, pp. 628–639.
- Neil F. Comins, 1993. 달이 생겨나지 않았다면? 만약 그랬을 경우의 지구로의 여행. HarperCollins.
- Simon Conway Morris, 2003. Life's Solution. Cambridge Univ. Press. 5장.
- Jack Cohen, Ian Stewart, 2004 (2002). 화성인은 어떻게 생겼을까: 외계 생명체에 대한 과학. Ebury Press. ISBN 0-09-187927-2.
- 존 크래머, 2000, "희귀한 지구 가설" Analog Science Fiction & Fact Magazine (2000년 9월): 수정된 드레이크 방정식에 의거하여 희귀한 지구 가설을 설명하고 있다.
- Guillermo Gonzalez, Donald Brownlee, Peter Ward, 2001, 은하 생명체 거주가능 영역: 은하의 화학적 진화 Icarus 152: 185-200.
- 제임스 캐스팅, 휘트미어, 레이놀즈, 1993, 주계열성 주변의 생명체 거주가능 영역. 이카루스 101: 108-28.
- Joseph L. Kirschvink, Robert L. Ripperdan, David A. Evans, 1997, "Evidence for a Large-Scale Reorganization of Early Cambrian Continental Masses by Inertial Interchange True Polar Wander," Science 277: 541-45.
- Andrew H. Knoll, 2003. 젊은 행성의 생명: 지구상 첫 30억 년 동안의 진화. Princeton Univ. Press.
- Charles H. Lineweaver, Fenner, Yeshe, Gibson, 2004, "은하 생명체 거주가능 영역과 우리 은하 내 복잡한 생명체의 연령 분포," Science 303: 59-62.
- Lissauer, 1999, "생명체가 살 수 있는 행성이 얼마나 흔하게 있을까?" Nature 402: C11-14.
- Prantzos, Nikos, 2006, "은하 생명체 거주가능 영역에 대하여" Bada, J. et al, eds., 생명체 탐지 전략. Space Science Reviews에 나옴.
- Ross, Hugh, 1993, "Some of the parameters of the galaxy-sun-earth-moon system necessary for advanced life": '창조주와 우주'(2nd ed. Colorado Springs CO: NavPress.)에 실려 있음
- Taylor, Stuart Ross, 1998. Destiny or Chance: Our Solar System and Its Place in the Cosmos. Cambridge Univ. Press.
- Frank J. Tipler, 2003, "Intelligent Life in Cosmology," International Journal of Astrobiology 2: 141-48.
- 피터 와드, 도널드 브라우니. 2000. 희귀한 지구: 왜 우주에는 복잡한 생명체가 보이지 않을까? Copernicus Books (Springer Verlag). ISBN 0-387-98701-0.
- 스테판 웹, 2002. 모두 어디 있지?(만약 우주가 외계인으로 가득 차 있다면, 그들은 다들 어디 있는 것인가?: 페르미 역설에 대한 50개의 해답과 외계 생명체 문제) Copernicus Books (Springer Verlag).
- Victor Stenger, 1999, "The Anthropic Coincidences: A Natural Explanation," The Skeptical Intelligencer 3(3).